# Rhein-Neckar Fernsehen
Das Rhein-Neckar Fernsehen (RNF) ist ein privater regionaler Fernsehsender in der Metropolregion Rhein-Neckar mit Sitz in Heidelberg. Es sendet grenzüberschreitend in Teilen der drei Bundesländer Baden-Württemberg (Nordbaden), Hessen (Landkreis Bergstraße Südhessen) und Rheinland-Pfalz (Vorder- und Südpfalz). RNF ist seit 1986 auf Sendung: von 1986 bis 2017 als RTL-Regionalfenster, seit 1996 mit seinem 24-Stunden-Kanal.

## Geschichte

### RTL-Regionalfenster

RNF LIFE-Logo ab 1996RNF Life-Logo bis ca. Mitte 2008

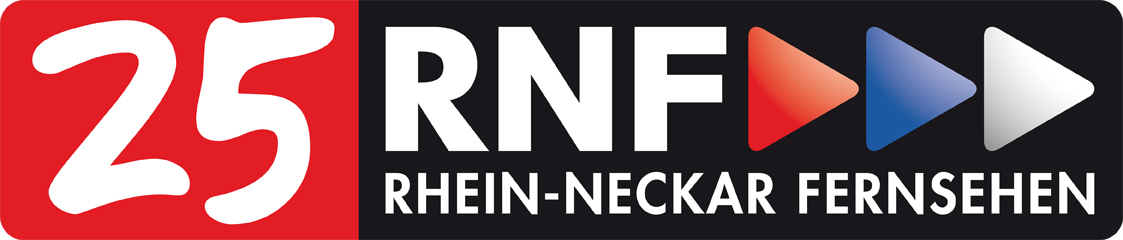
RNF LIFE-Logo zum 25. Sendejahr

Ehemaliges Logo von RNF plus bis am Sendestart 16.09.1996 bis ca. Mitte 2008

Die Gründung des Rhein-Neckar-Fernsehens (RNF) erfolgte im Jahre 1983. Damit ist der Sender Deutschlands ältestes privates Regionalfernsehen. Seine Gründung erfolgt unmittelbar vor dem Start des dualen Rundfunks in Deutschland. Seinen Sendebetrieb nahm das RNF am 16. September 1986 auf und startete als Regionales Fensterprogramm von MO - FR auf dem Kanal von RTLplus. Verbreitet wurde das Programm zunächst ausschließlich im analogen Kabelfernsehen im Ballungsraum Rhein-Neckar, in und um das Städtedreieck Mannheim, Ludwigshafen und Heidelberg. Das auf tagesaktuelle Berichterstattung und Nachrichten ausgelegte Magazin „RNF LIFE“ wurde zunächst um 18:05 Uhr, später um 18 Uhr für die Dauer von zunächst 30 Minuten ausgestrahlt. RNF übernahm zum Sendestart zugleich auch die Funktion eines RTL-Landesstudios. In dieser Eigenschaft wurden aus der Rhein-Neckar-Region wie auch dem gesamten Südwesten Nachrichtenfilme, Reportagen oder Live-Übertragungen für das Mantelprogramm RTLplus geliefert. Den Bürgern bot RNF von Anfang an die Möglichkeit, als Zuschauer an der abendlichen Live-Sendung als Publikum teilzunehmen. Bereits 1989 wurde die Sendezeit von RNF LIFE verlängert auf 45 Minuten von 18.00 Uhr bis 18.45 Uhr. Das Regionalmagazin reichte damit direkt an die Hauptnachrichtensendung RTL aktuell heran. Neben der Tagesaktualität bot RNF auch jungen Künstlern und Nachwuchstalenten eine Plattform, sich im Regionalmagazin mit einem Auftritt zu präsentieren. Diverse Programmsparten und Ratgeberreihen wie z. B. ein wöchentlicher Kino-Tipp oder die Kochreihe „Telekoch“.
Die Zuschauer wurden rasch aktiv in das Leben des Senders mit einbezogen. So erfreute sich über viele Jahre das Autoaufkleber-Gewinnspiel Zeig’s mir großer Beliebtheit. Besonders treue RNF-Fans waren Mitglied im RNF LIFE-Club, der alljährlich in den Studioräumlichkeiten in Mannheim ein Clubfest organisierte. In Absprache mit RTLplus wurde das Regionalmagazin vom Vorabend für alle Schichtarbeiter und Berufstätigen, die um 18 Uhr keine Gelegenheit hatten RNF LIFE zu sehen, am Vormittag des folgenden Tages um 10 Uhr wiederholt. 1988 folgte von 10.30 Uhr bis 11. Uhr die Lifetime, die ebenfalls auf RTLplus ausgestrahlt wurde und neben Beiträgen vom Vorabend bereits aktuelle Nachrichten vom Vormittag beinhaltete. Ein weiteres Programmangebot folgte in Form eines Nachrichten-Update täglich um ca. 20:06 Uhr nach der RTL-Sendung Gute Zeiten, schlechte Zeiten. 1994 übernahm Mitbegründer und Chefredakteur Bert Siegelmann als Alleingesellschafter das RNF vom bisherigen Eigner, der Mediengruppe Dr. Haas GmbH, zu der Tageszeitungen wie der Mannheimer Morgen, zahlreiche Regionalzeitungen und Medienbetriebe gehören.
Die Laufzeit der RNF-Sendelizenz betrug zunächst acht, später zehn Jahre. 1996 und 2006 erfolgte eine neuerliche Lizenzvergabe an RNF. Auch im Jahre 2016 bewarb sich das Rhein-Neckar-Fernsehen im Rahmen des Ausschreibungsverfahrens der Landesmedienanstalten erneut um das RTL-Regionalfenster, das mit einem Auftragsvolumen von 1,5 Mio. € verbunden war. Neben RNF bewarb sich auch das Unternehmen Zone 7 aus Ludwigsburg, welches bereits Nachrichtenbeiträge für nationale Programme der Mediengruppe RTL Deutschland produzierte. Trotz der gemeinsam koordinierten Ausschreibung der Sendelizenz durch die Landesmedienanstalten konnten sich die Medienversammlung Rh.-Pfalz und der Medienrat Ba-Wü nicht einigen. Die LMK Rheinland-Pfalz favorisierte Zone 7. Der Medienrat Baden-Württemberg RNF. Erschwerend kam hinzu, dass es in Baden-Württemberg zwischen Medienrat und Vorstand keine Einigung gab und das Landesmediengesetz zu dieser Problematik keine juristischen Regelungen besaß. Daher wurden RNF und Zone 7 damit beauftragt, eine gemeinsame Lösung herbeizuführen. Ende März 2016, kurz vor dem Vergabetermin 1. April, zog RNF seine Bewerbung zurück, um langwierige Klagen zu vermeiden. Im Gegenzug erhielt es von Zone 7 den Auftrag, die Produktion des Regionalfensters übergangsweise bis zum 31. Juli 2017 fortzusetzen. Danach ging RON TV als regionales Fensterprogramm bei RTL um 18.00 Uhr auf Sendung. Die Laufzeit der Lizenz für das regionale Fensterprogramm beträgt in Baden-Württemberg und Rheinland-Pfalz jeweils 10 Jahre und endet am 31. März 2026. Eine Neuausschreibung durch die Landesmedienanstalten erfolgte im Frühling 2025. Mit einer Entscheidung für einen Veranstalter wird im Sommer 2025 gerechnet.

### BallungsraumfernsehenRNFplus
Die hohe Akzeptanz regionaler Informationen im Fernsehen bewog RNF dazu, bei den Landesmedienanstalten Baden-Württembergs und Rheinland-Pfalz eine Sendelizenz für ein 24-Stunden-Vollprogramm zu beantragen. Im April 1996 erfolgte fast zeitgleich die Lizenzierung des Ballungsraumfernsehen RNFplus. Verbreitet wurde das Programm zunächst ausschließlich auf einem eigenen Kanal im Kabelfernsehen des Ballungsraums Rhein-Neckar. Parallel zur Lizenzierung entwickelte RNF für das Vollprogramm eigenständige 30-Minuten-Formate, die zuvor in verkürzter Form auch schon Programmbestandteil des täglichen Regionalmagazins RNF LIFE montags bis freitags waren (Telekoch, Profil, RNF-Motor). Aber auch völlig neue Formate gingen mit RNFplus an den Sendestart. Die wöchentliche Sendung Zur Sache beleuchtete z. B. aktuelle Themen aus Handel, Wirtschaft und Politik. Führende Vertreter diskutierten unter der Moderation eines RNF-Journalisten wechselnde Themen. Der Wochenrückblick Die Woche, auch aktuell noch auf Sendung, fasst am Wochenende wesentliche Themen aus Politik, Gesellschaft, Wirtschaft und Kultur am Wochenende nochmals zusammen. Kernelement ist und bleibt das tagesaktuelle 30-Minuten-Regionalmagazin RNF LIFE, das nach seiner Erstausstrahlung um 18 Uhr mehrmals am Abend und für Schichtarbeiter ebenso am Vormittag wiederholt wird.
Die am Vormittag aktuell produzierte und ebenfalls mehrfach wiederholte oder aktualisierte RNF LIFETIME gab einen ersten Nachrichtenüberblick über das Geschehen der vergangenen Nacht und die aktuelle regionale Nachrichtenlage. In der weiteren Entwicklung ersetzte der kürzer gestaltete Nachrichtenblock "RNF aktuell die RNF-Lifetime, der nach ca. zwei Jahren allerdings eingestellt wurde. Auch der Nachrichtenüberblick um 20:06 Uhr auf RTL wurde mit der Wiederholung von RNF Life auf RNFplus eingestellt.
Neben eigenständigen, von RNF produzierten Sendungen, gehörten ab Sendestart aber auch Fremdformate zum festen Programmteil. Der Wetter-Kanal präsentierte das Deutschlandwetter bundesweit und regional. Zur gemeinsamen Vermarktung von Sendezeiten in Baden-Württemberg schlossen die Regionalsender mit Seven-One-Media, einem damaligen Vermarkter der Kirch-Gruppe, vertragliche Vereinbarungen. In den harmonisierten Programmzeiten wurden Serien und fremd produzierte Formate der Kirch-Gruppe ausgestrahlt. Blondes Gift mit Moderatorin Barbara Schöneberger berichtete über das Showbusiness und Prominente. Die WIB-Schaukel, moderiert von Wigald Boning, begleitete Prominente einen Tag lang, zumeist an ihrem Heimat- oder Wohnort. Aber auch Fernsehserien wie „Schwarz greift ein“ mit Klaus Wennemann alias Pfarrer Henning Schwarz kamen so auch in den privaten Regionalprogrammen zur Ausstrahlung. Mit der Insolvenz der Kirch-Gruppe wurden die Formate allerdings eingestellt. Ein weiteres Fremdformat, das RNF programmlich präsentierte, war Bahn TV. Gezeigt wurden überwiegend in den Nachtstunden die schönsten Bahnstrecken Deutschlands als „Führerstandsmitfahrt“. Bahn TV war ein eigenständiger TV-Kanal der Deutschen Bahn, wurde allerdings 2008 eingestellt und ist seither ausschließlich internetbasierend zu empfangen.
In den Sendezeiten zwischen den Bewegtbild-Formaten ging die Infoline, eine regionale Bildschirmzeitung, auf Sendung. Eine Text-Bildkombination mit Kurznachrichten, Fahndungsaufrufen der Polizei, Wetterinformationen oder Veranstaltungs- und Kinotipps. Dem Wetterkanal folgte mit Home Order Television (HOT) zeitweise ein Tele-Shopping-Angebot. Nach Zuteilung einer eigenen Sendelizenz füllte RNF die Programmlücke mit Bloomberg TV und einem weiteren Tele-Shopping-Angebot, dem RTL-Shop. Ab Oktober 2005 wurde in den Nachtstunden Teile von Astro TV übernommen. 2004 ging RNF zusätzlich zur Verbreitung im regionalen Kabelnetz digital europaweit über ASTRA auf Sendung. Um auch anderen baden-württembergischen Fernsehveranstaltern eine größere Reichweite zu bieten, reservierte RNF ab Oktober 2004 in der Zeit von 20.30 Uhr bis 21.30 Uhr Sendeplätze für R.TV aus Karlsruhe und TV Südbaden aus Freiburg i.Br.
Seit dem Sendestart wird das Programm von RNFplus mit einem ausschließlich regional ausgerichteten Teletext (RNF-Text) begleitet.
Der neu gegründete Sender Baden TV übernahm mit Sendestart 1. Mai 2011 das Programm von R.TV. Nach dem Ende von TV Südbaden (2015) beantragte Baden TV sich um dieses Sendegebiet und ging nach entsprechender Lizenzierung durch die baden-württembergische Landesmedienanstalt als Baden TV Süd mit einem zusätzlichen Regionalprogramm rund um Freiburg i. Br. auf Sendung.

### Rhein-Neckar Fernsehen (ab 2017)

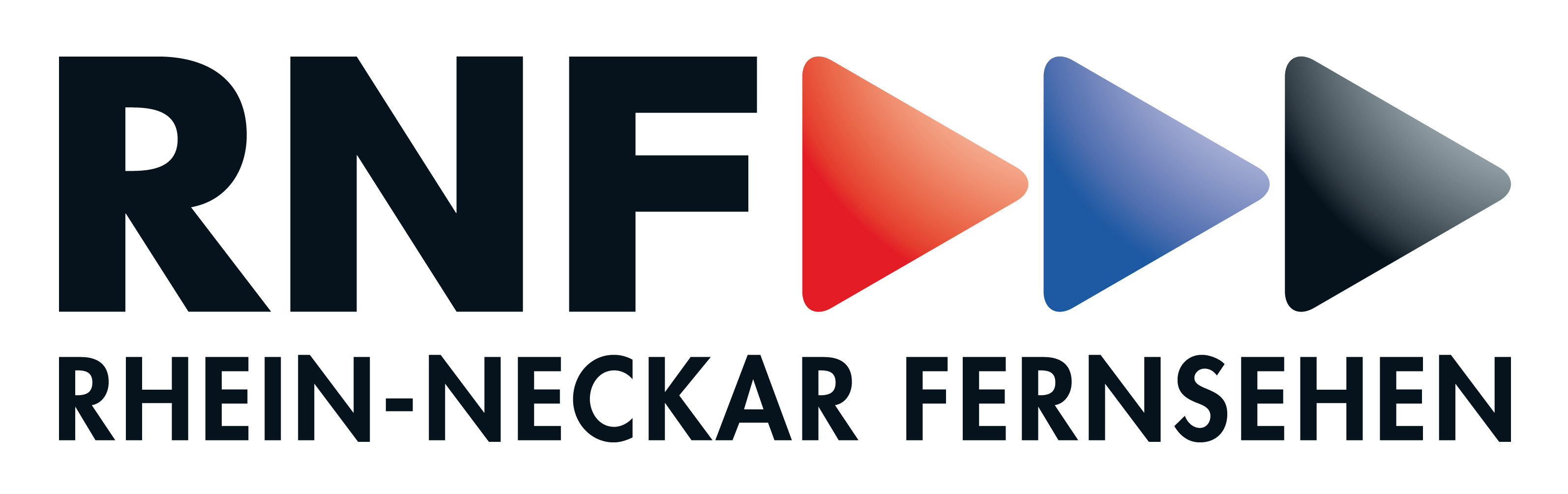
RNF-Logo bis Mitte 2021

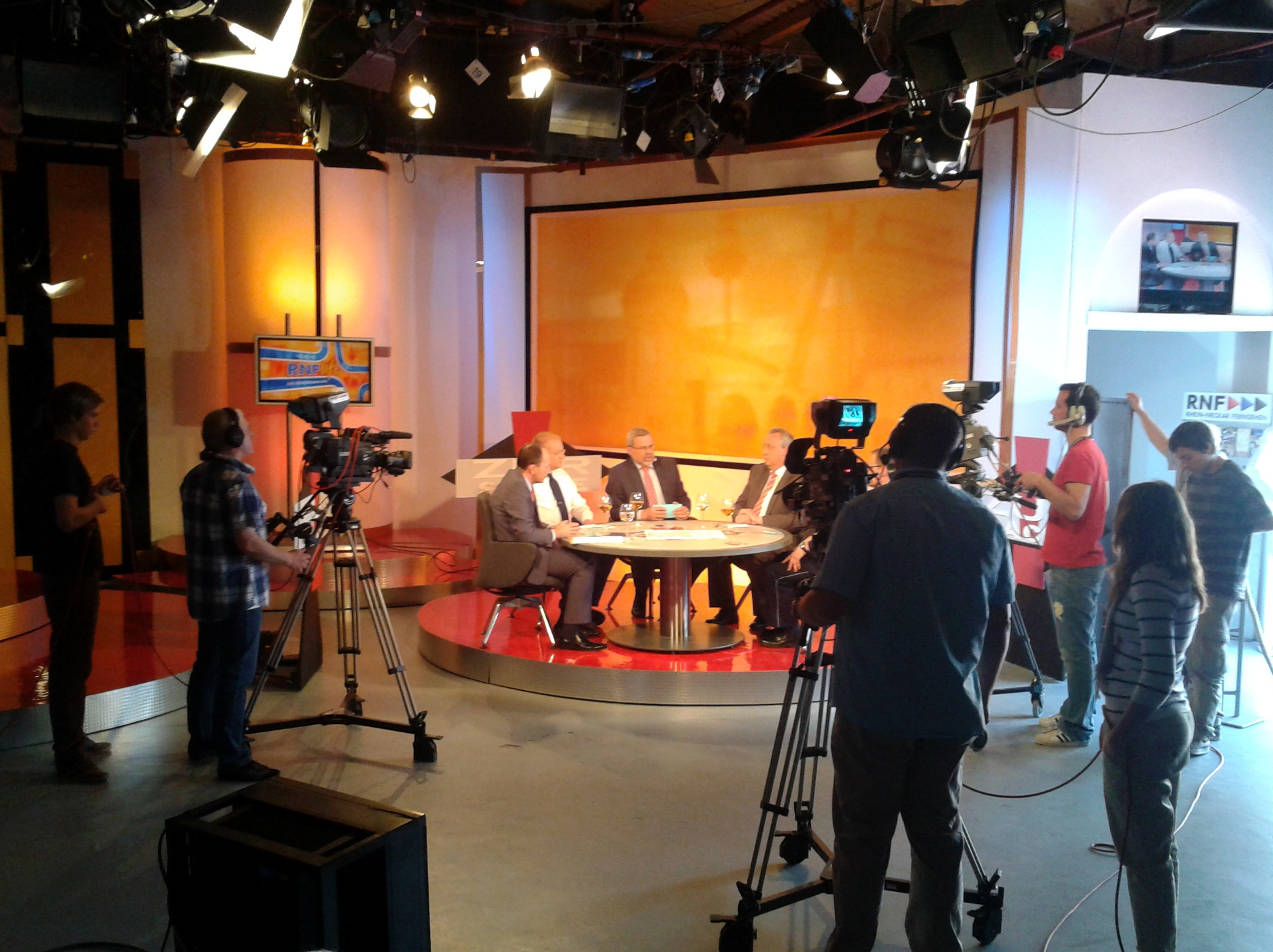
Übertragung der Sendung Zur Sache auf dem Mannheimer Maimarkt

Nach dem Verlust des RTL-Regionalfensters Mitte 2017 baute das Rhein-Neckar Fernsehen sein Online-Angebot, speziell die RNF-Mediathek, weiter aus. Das 24-Stunden-Vollprogramm, incl. dem tagesaktuellen Regionalmagazin RNF LIFE um 18 Uhr, wurde weiterhin auf dem 2016 erneut durch Baden-Württemberg und Rheinland-Pfalz lizenzierten Vollkanal RNFplus gesendet. Der Verlust der Einnahmen aus dem RTL-Fenster konnte jedoch nicht kompensiert werden, sodass das Rhein-Neckar Fernsehen im Juli 2018 beim Amtsgericht Mannheim eine Planinsolvenz in Eigenverwaltung beantragte. Der Sende- und Produktionsbetrieb wurde fortgeführt, allerdings mit ausgedünnter Personaldecke, um Kosten zu senken. Die Mediengruppe Dr. Haas kündigte an, das Rhein-Neckar Fernsehen zu übernehmen.

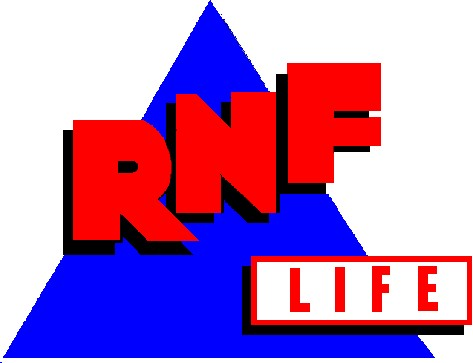
RNF-LIFE-Logo ab Sendestart 1986 bis ca. 1996

Bereits nach neun Monaten, im September 2019, meldete die Dr.-Haas-Mediengruppe das Rhein-Neckar-Fernsehen erneut zur Insolvenz an. Die Mediengruppe Dr. Haas äußerte sich der Öffentlichkeit gegenüber überraschend dahingehend, sich aus dem linearen Fernsehmarkt zurückziehen zu wollen. Der Insolvenzverwalter kündigte an, prüfen zu wollen, ob ein Sanierungskonzept möglich ist, um mit den noch vorhandenen liquiden Mitteln den Sendebetrieb fortführen. Zum Jahreswechsel 2019/20 fand sich in der Person von Andreas Schneider-Neureither, Gründer der SNP Schneider-Neureither & Partner SE, einem Software- und IT-Beratungsunternehmen mit Sitz in Heidelberg, ein neuer Investor. SNP beschäftigt weltweit rund 1350 Mitarbeiter. Schneider-Neureither erwarb über die SN Asset GmbH zu 100 % die Anteile an RNF. Geschäftsführer der neu gegründeten Rhein-Neckar-Fernsehen und TV-Produktion GmbH war weiterhin Ralph Kühnl. Der neue Eigentümer sah nicht nur die Notwendigkeit eines journalistischen Fernsehsenders für die Rhein-Neckar-Region, sondern hielt das mediale Fernsehprogramm des RNF existentiell für deren Fortentwicklung: „Die Metropolregion Rhein-Neckar will zu den attraktivsten Regionen in Europa gehören - bei diesem Anspruch gehört ein Fernsehsender zur Infrastruktur dazu.“ Mit der Übernahme des Mannheimer Regionalsenders plante der neue Investor auch den Umzug des Fernsehstudios nach Heidelberg. Ende Oktober 2020 sendete RNF zum letzten Mal aus der Dudenstraße und bezog für die Übergangsphase Studio-Räumlichkeiten im Musikpark Mannheim, aus dem am 2. November 2020 zum ersten Mal gesendet wurde. Ebenso war geplant, auch in Ludwigshafen ein weiteres kleines Fernsehstudio für Live-Schaltungen aufzubauen, sodass für den Sendebetrieb nach Fertigstellung des Studiokomplexes in Heidelberg insgesamt über drei vernetzte Studios zur Verfügung gestanden hätten. Auch die Landesanstalt für Kommunikation begrüßte es, dass RNF den Sendebetrieb fortsetzte und bestätigte die Unbedenklichkeit des Gesellschafterwechsels. Völlig unerwartet starb Andreas Schneider-Neureither jedoch in der Nacht zum 2. November 2020 im Alter von 56 Jahren an einem anaphylaktischen Schock.

### Rhein-Neckar Fernsehen (ab 2021)
In der Folge meldete das Rhein-Neckar-Fernsehen am 19. März 2021 zum dritten Mal Insolvenz an. Ausschlaggebend dafür waren besonders zwei Gründe: Mit dem plötzlichen Tod des Gesellschafters war die SN Asset GmbH als Muttergesellschaft aufgrund erbrechtlicher Streitigkeiten führungs- und handlungsunfähig. Darüber führte die Corona-Pandemie zu 30-prozentigen Umsatzeinbußen im Bereich Fernsehwerbung. Zum vorläufigen Insolvenzverwalter wurde vom Amtsgericht Mannheim Rechtsanwalt Henrik Schmoll (Kanzlei WELLENSIEK Rechtsanwälte, Heidelberg) bestellt. Im laufenden Insolvenzverfahren gelang es, Manfred Lautenschläger, Gründer des Finanzdienstleistungsunternehmens MLP SE als Mehrheitsgesellschafter zu gewinnen. Zum „Kernteam“ hinter dem Projekt RNF gehören zudem Frank Merkel, Gründer und Aufsichtsratsvorsitzender der Kommunikationsagentur WOB (Viernheim), und Michel Schenk, Gründer und Geschäftsführer der Event-Agentur Epicto (Edingen-Neckarhausen), Racket Center Nußloch GmbH & Co. KG (Geschäftsführer Matthias Zimmermann), Martina Nighswonger (Geschäftsführerin GECHEM GmbH & Co KG) Zuvor bekundete der Heidelberger Unternehmer Jürgen B. Harder im Dezember 2019 ebenfalls sein Interesse, den Regional-TV-Sender RNF zu übernehmen, verfolgte dieses Ziel aber nicht weiter. Manfred Lautenschläger sowie die Mitgesellschafter unterstützten den durch den plötzlichen Tod von Schneider-Neureither ins Stocken geratenen Transformationsprozess sowie die Neuausrichtung des Fernsehsenders. Am 25. Juni 2021 erfolgte beim Amtsgericht Mannheim unter dem Aktenzeichen: HRB 740585 die Eintragung des neuen Unternehmens ins Handelsregister.

### Rhein-Neckar Fernsehen (ab 2023)
Am 30. Mai 2023 wurde der Standort Mannheim aufgelöst und ein neuer Studio-Komplex in Heidelberg-Wieblingen bezogen.
Zum 1. Juli 2023 stieß mit Stefan Kühlein ein erfahrener Regionalfernsehmanager als Co-Geschäftsführer neben Ralph Kühnl zu RNF. Der ehemalige Programm- und Marketingchef, der u. a. mehr als zehn Jahre bei Saar TV  und 15 Jahre bei Regio TV Bodensee und Regio TV Schwaben als Erfahrung mitbrachte, richtete das Produktportfolio der RNF GmbH neu aus hin zu Multi-Channel-Ausspielung von Werbekampagnen für Image- sowie Arbeitgebermarketing.
Im Dezember 2023 wurde die Gesellschafterstruktur der RNF GmbH neu geordnet: Mit Manfred Lautenschläger, der Kommunikationsagentur WOB und Martina Nighswonger verblieben drei Gesellschafter.
Am 23. September 2024 musste die RNF GmbH nach dem Rückzug von Manfred Lautenschläger als Investor erneut Insolvenz anmelden.
Nachdem erneut Henrik Schmoll zum Insolvenzverwalter bestellt worden war gelang es, zum 2. Dezember 2024 als neuen Investor den Schwetzinger Unternehmer Joachim Schulz als alleinigen Gesellschafter zu gewinnen und damit den Fortbestand von RNF zu sichern. In der neu gegründeten RNF Pro GmbH übernahm Schulz die Geschäftsführung, Ralph Kühnl und Stefan Kühlein blieben in leitender Funktion im Unternehmen, u. a. gemeinsam als Programmleitung, Kühnl als Chefredakteur sowie Kühlein zuständig für die Vermarktung und Medienpolitik.

## Empfang
RNF ist in den regionalen Kabelnetzen von Vodafone in den Bundesländern Baden-Württemberg (Nordbaden), Rheinland-Pfalz (Vorder- und Südpfalz) und Südhessen (Landkreis Bergstraße) zu empfangen. Bis 2017 wurde in seriell-digitaler und analoger Qualität gesendet.
2017, mit dem Ende der analogen Übertragung, ging RNF in HDTV-Qualität an den Start. Auch regionale Wohnungsbaugesellschaften und die Deutsche Telekom (Netzebene 4) verbreiten das private Regionalfernsehen in ihren Kabelanlagen.
Von 1990 bis 2007 war es Haus- und Wohnungsbesitzern mit Dachantenne zusätzlich möglich, das Regionalmagazin RNF LIFE als regionales Fensterprogramm auf dem Kanal von RTLplus zusätzlich drahtlos und in analoger Qualität zu empfangen. Mit dem Ende der analogen Übertragung 2017 wurde diese Übertragungsform beendet.
Ab 2004 kam für RNF zusätzlich die europaweite Verbreitung über den Satelliten ASTRA hinzu. Dieses erfolgte zum einen aufgrund einer gestiegenen Nachfrage von Satelliten-Direkthaushalten, zum anderen erleichterte der Satellit es den Kabelnetzbetreibern, das RNF-TV-Signal drahtlos an die einzelnen Netzknoten der Kabelkopfstationen heranzuführen. Da die SAT-Übertragung jedoch mit besonders hohen Kosten verbunden war, unterstützten zwar die Landesmedienanstalten Baden-Württemberg und Rheinland-Pfalz diese Form der Verbreitung, doch die Unverhältnismäßigkeit zwischen finanzieller Förderung und den tatsächlichen Kosten zwangen RNF schließlich 2016, die lineare Satelliten-Verbreitung einzustellen. Auch eine (Teil-)Refinanzierung über den lokal-regionalen Werbemarkt war nicht möglich.
Ein SAT-Direktempfang von RNF ist jedoch über das „Lokal-TV-Portal“, ein Angebot der Bayerischen Medientechnik GmbH, möglich. Das 2013 entwickelte Portal zeigt über 70 im Bundesgebiet abrufbare Regionalsender, aufgeschlüsselt nach Bundesländer. Voraussetzung: Das Fernsehgerät ist ein Smart-TV und ist mit dem Internet verbunden. Zuschauer suchen in der Senderliste das Lokal-TV-Portal und wählen im Bundesland Baden-Württemberg oder Rheinland-Pfalz RNF. Über die Verbindung ins Web erfolgt dann die Wiedergabe des Livestreams auf dem Fernsehgerät. Ebenso ist der Zugriff auf die RNF-Mediathek möglich.
Ab 2019 wurden RNF auf Basis einer Kooperation mit dem Fernsehsender ARISTO TV Sendeplätze überlassen, sodass das Regionalmagazin RNF LIFE wie auch ein weiteres 30-Minuten-Format aus dem RNF-Voll-Programm direkt über diesen Kanal via Satellit empfangen werden kann. Seit 2010 wird RNF auch über das IPTV-Angebot MagentaZuhause (vormals T-Home Entertain) der Dt. Telekom bundesweit über DSL- und VDSL-Anschlüsse verbreitet. Seit Juli 2025 ist das Programm auch über MagentaTV One
(2. Gen.) in HD-Qualität zu empfangen.
Ein ortsungebundener Empfang des linearen 24-Stunden-RNF-Programmangebots in Form eines Livestreams wie auch der Zugriff auf die RNF-Mediathek mit mobilen Endgeräten oder über Desktop-PCs wird über eine Mobile App gewährleistet, die von den gängigen Betriebssystemen iOS und Android unterstützt wird. Die RNF-App kann zusätzlich auf Smart-TV-Endgeräten, dem Amazon Fire-TV-Stick und über Apple TV genutzt werden.

### Geschichte
Zum Sendestart am 16. September 1986 war RNF als RTL-Fensterprogramm zunächst nur in den Kabelnetzen Ludwigshafens und der Vorderpfalz zu sehen. Am 1. Oktober kam dann auch Mannheim und sein badisches Umland hinzu. 1987 wurde das Sendegebiet um Heidelberg, den restlichen Rhein-Neckar-Kreis und den hessischen Landkreis Bergstraße erweitert. Ab 1990 erfolgt eine zusätzliche terrestrische Ausstrahlung über Antenne aus Heidelberg und Bruchsal gemeinsam mit RTL. 1992 wurde dann auch die Südpfalz über Kabel versorgt.
Mit dem Sendestart von RNFplus am 16. September 1996 wurde das Programm über einen eigenen regionalen Kabelkanal der Dt. Telekom verbreitet. RNF LIFE als Teil des RTL-Programms blieb erhalten und wurde zeitgleich auch vom neuen RNFplus-Kanal übernommen. Nur in der Südpfalz und im Landkreis Bergstraße konnte das Programm nicht eingespeist werden. Im Landkreis Bergstraße lag dies vor allem am hessischen Mediengesetz, das kein Regionalfernsehen erlaubte. Um dies zu umgehen, wurde 1998 eine terrestrische Ausstrahlung von RNFplus vom Fernmeldeturm Ludwigshafen gestartet, sodass das Programm im Landkreis Bergstraße ortsüblich über Antenne empfangbar war. Damit war juristisch die Voraussetzung geschaffen, das neue Programmangebot im Landkreis Bergstraße auch kabelgebunden zu verbreiten. Die terrestrische Verbreitung deckte aufgrund der schwachen Sendeleistung nur den westlichen Teil des Kreises Bergstraße um Viernheim und Lampertheim ab, wo die Nachfrage nach dem RNF-Regionalprogramm am stärksten war. Mit der Kabelverbreitung wurde der gesamte Landkreis Bergstraße versorgt.
Mit der Zeit wurde jedoch das hessische Mediengesetz geändert und so wurde mit Beginn der Satellitenausstrahlung über den Satelliten Astra 1H ab Mai 2004 auch die terrestrische Verbreitung aus Ludwigshafen aufgegeben, da die Zuführung nun über diesen Weg erfolgen konnte.
Auch die terrestrische Ausstrahlung aus Bruchsal wurde mit dem Ende der analogen Verbreitung von Fernsehsignalen, u. a. auch deswegen aufgegeben, da Bruchsal in Teilen vom damaligen Sender R.TV, später Baden TV, dem Regionalsender aus Karlsruhe, bis heute versorgt wird. Das terrestrische Signal vom Fernmeldeturm Heidelberg (Königstuhl) wurde im Sommer 2007 abgeschaltet. Im Zuge des technologischen Wandels und der Digitalisierung entwickelt sich der Übertragungsweg für Fernsehsignale in immer stärkerem Maße zu einer rein IP-basierenden Verbreitung, die auch den Satelliten als Heranführungstechnologie an Kabelinseln und Netzknoten überflüssig macht.

### Empfangsfrequenzen
- Kabelfernsehen (analog): Der analoge Empfang im Kabelnetz endete schrittweise ab 2016
- Kabelfernsehen (Digital): RNF wird im digitalen Kabelnetz der Vodafone sowohl in seriell-digitaler (SD) als auch HDTV-Qualität verbreitet.
  - Netz Mannheim und Netz Heilbronn > S04 - 130 MHz - 256 QAM
  - Netz Ludwigshafen, Netz Landau und Netz Neustadt an der Weinstraße > S03 - 122 MHz - 64 QAM (Vodafone Kabel Deutschland)
- Satellitenfernsehen (Digital): Vom 1. Mai 2004 bis 31. März 2016 strahlte RNF sein Programm auch über den Satelliten Astra 1H auf der Orbitalposition 19,2° Ost unter der Frequenz 12,1485 GHz horizontal aus. Mit Hilfe von Hbb-fähigen Satelliten-Receivern bzw. HbbTV-fähigen Smart-TVs ist das Programm noch als Livestream im Rahmen des Lokal-TV Portals zu empfangen. Das tagesaktuelle und reichweitenstarke Regionalmagazin RNF LIFE sowie ein wechselndes 30-Minuten-Format werden als Fensterprogramm auf dem Satelliten Astra im Programmangebot von Aristo TV platziert.

## Sendungen
- RNF life (regionales Nachrichtenmagazin)
- Die Woche (Wochenrückblick)
- Bauen & Wohnen (Servicemagazin)
- Hausbesuch (Talkformat Politik)
- MetroVision (Talkformat Wirtschaft)
- Live aus dem Landtag Baden-Württemberg
- Landtag BW (Politikformat)
- Live aus dem Landtag Rheinland-Pfalz
- URBAN (Jugendmagazin)
- Quasi klar! (junges Wissenschaftsmagazin)
- Wir.Hier.Dehääm. (Unterhaltungsmagazin auf Kurpfälzisch)
- Linie 13, mit der Fernsehstraßenbahn durch die Metropolregion Rhein-Neckar
- Alpha & Omega (Kirchensendung)

### Gesellschaft
Gesellschafter und Geschäftsführer ist Joachim Schulz.